# Aphilorheithrus luteolus
Aphilorheithrus luteolus är en nattsländeart som beskrevs av Arturs Neboiss 1977. Aphilorheithrus luteolus ingår i släktet Aphilorheithrus och familjen Philorheithridae. Inga underarter finns listade i Catalogue of Life.